# Nikolai Lukashenko
Nikolai Aleksandrovich Lukashenko (em bielorrusso: Мікалай Аляксандравіч Лукашэнка; romaniz.: Mikałaj Alaksandravič Łukašenka; em russo: Николай Александрович Лукашенко; Minsk, 31 de agosto de 2004) é o terceiro filho de Aleksandr Lukashenko, atual presidente da Bielorrússia. Ele aparece com frequência ao lado de seu pai em eventos oficiais e é constantemente apontado como seu sucessor.

## Início de vida e educação
Nikolai Aleksandrovich Lukashenko nasceu no dia 23 de agosto de 2004 em Minsk, fruto de adultério. Seu pai é o presidente da República da Bielorrússia, Aleksandr Lukashenko; desde 1975 ele é formalmente casado com Galina Lukashenko, mas não vive com ela desde que foi eleito presidente em 1994. Nunca houve comentários oficiais sobre a identidade da mãe de Nikolai Lukashenko. No entanto, de acordo com uma versão amplamente difundida, sua possível mãe é Irina Abelskaya, uma ex-médica pessoal de Aleksandr Lukashenko. Nikolai tem dois meio-irmãos por parte de seu pai, e um suposto meio-irmão por parte de sua mãe, Dzmitry Jauhienavicz Abielski.

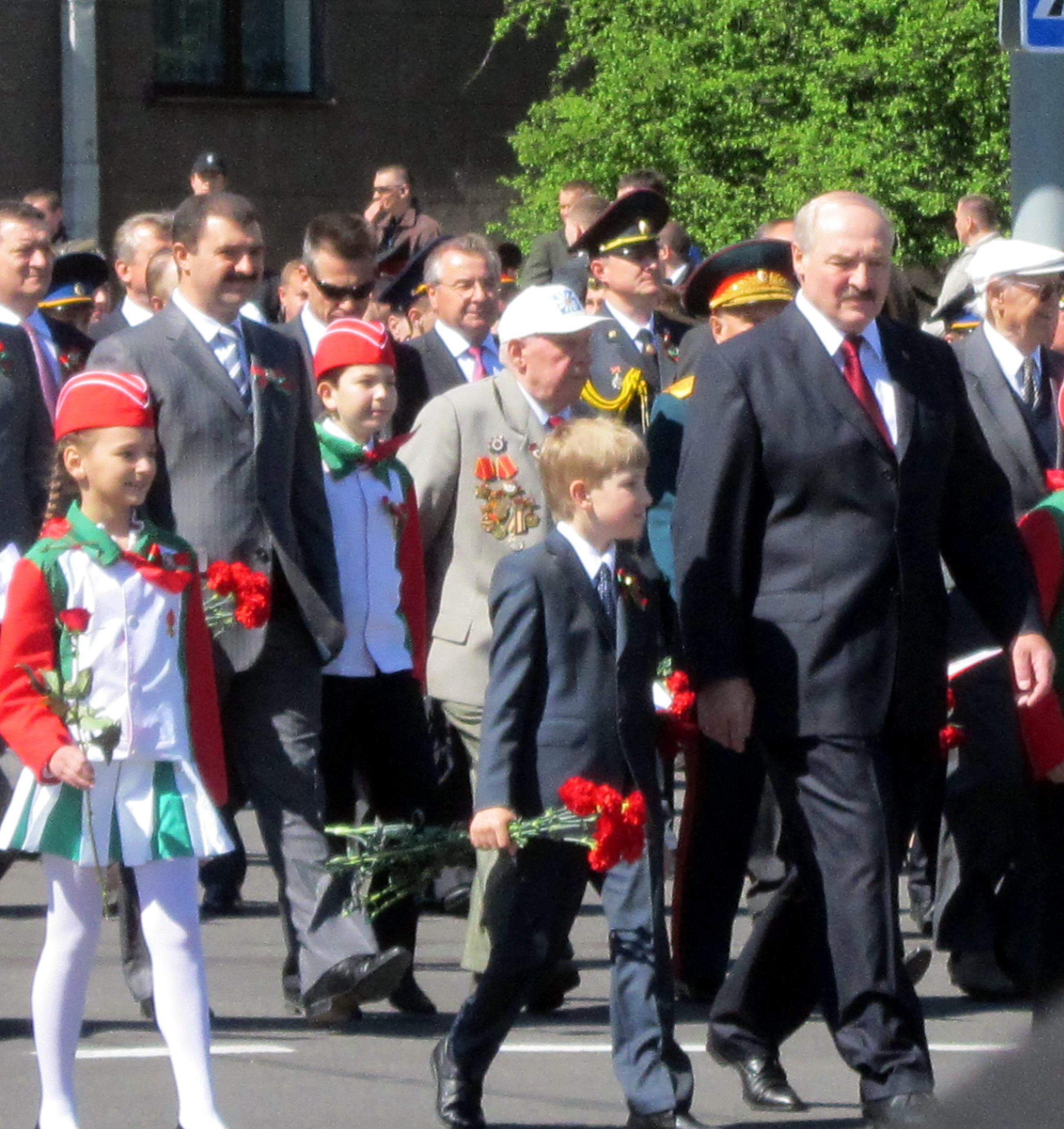
Nikolai junto de seu pai no desfile do Dia da Vitória de 2012

Em 2011, Nikolai Lukashenko ingressou na Escola Secundária de Ostroshitsky-Gorodok. Em julho de 2020, ele ingressou no Liceu da Universidade Estatal da Bielorrússia para estudar biologia. Mais tarde, em agosto de 2020, após o início dos protestos no país, foi relatado que Nikolai Lukashenko teria se retirado do Liceu para continuar os estudos em uma escola de Moscou. Alexander Voitovich, ex-presidente da Academia Nacional de Ciências da Bielorrússia, afirmou: "Depois dos eventos ocorridos em agosto, os serviços de Lukashenko avaliaram a situação e chegaram à conclusão de que Nikolai ficaria muito desconfortável, pois o Liceu emitiu uma condenação ao ocorrido [repressão do governo aos manifestantes]. Aparentemente, eles decidiram que a má atitude dos professores em relação a Lukashenko seria transferida para seu filho."
De acordo com a imprensa russa, Nikolai Lukashenko estudaria em um ginásio da Universidade Estatal de Moscou. Um ex-agente não identificado da Agência de Segurança da Bielorrússia disse que Nikolai foi levado para a capital russa sob um manto de sigilo e se estabeleceu na Embaixada da Bielorrússia em Moscou. Ele iria estudar usando um nome falso e não iria para uma instituição de ensino naquele momento, pois, devido a pandemia de COVID-19, assistirá primeiro as aulas remotamente antes de mudar para os estudos presenciais. No entanto, a diretoria do ginásio disse à agência de notícias russa RIA Novosti que Nikolai não estava estudando lá.
Em junho de 2022, Nikolai Lukashenko se formou no ensino médio e foi condecorado com uma medalha escolar de ouro. O evento de sua formatura foi transmitido pelo canal de televisão estatal ONT. Não se sabe ao certo em qual instituição educacional Nikolai acabou se formando; de acordo com o Centro de Investigações da Bielorrússia, ele se formou numa escola privada no distrito de Drazdy em Minsk, que foi fundado por uma empresa criada por Irina Abelskaya. Segundo alguns relatos, depois de se formar na escola, Nikolai Lukashenko atualmente estuda no Departamento de Biotecnologia da Faculdade de Biologia na Universidade Estatal da Bielorrússia, criado especialmente para ele.

## Vida pública

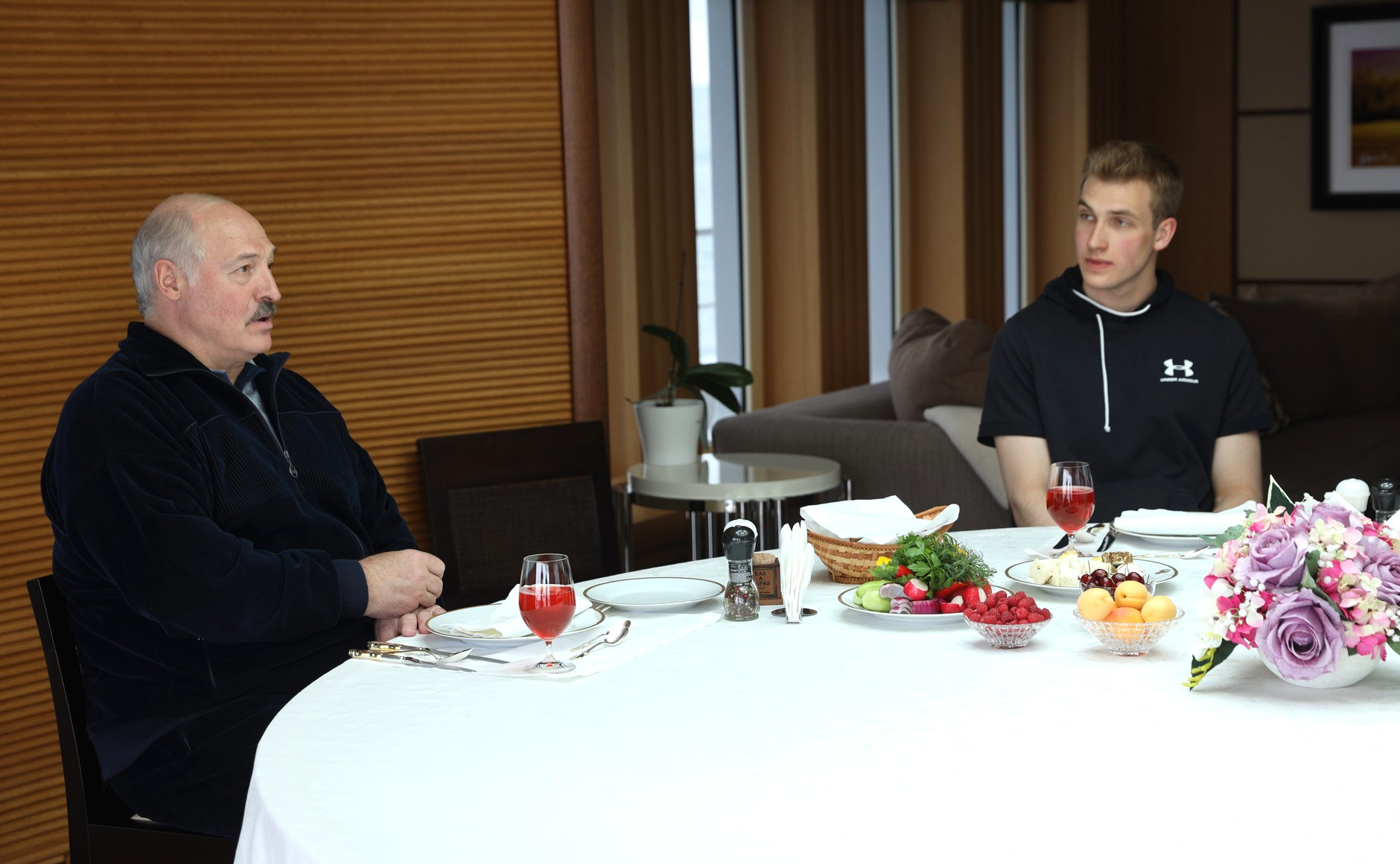
Nikolai e seu pai durante um jantar com Vladimir Putin, em maio de 2021

A primeira aparição de Nikolai Lukashenko em um evento público ocorreu em abril de 2008 – na época com três anos e sete meses – junto de seu pai, participou do subbotnik republicano no canteiro de obras da Minsk-Arena. Naquela época, não foi esclarecido que tipo de relação ele tinha com o presidente bielorrusso, mas logo Aleksandr Lukashenko admitiu em uma entrevista que ele era seu terceiro filho. Aleksandr Lukashenko começou a aparecer em público com Nikolai após consultas com o famoso executivo britânico de relações públicas Timothy Bell, que começaram em março de 2008. Em uma das consultas, ele disse a Lukashenko que um homem de família despertaria mais confiança entre os cidadãos e deu conselhos para fazer da imagem do "pai" bielorrusso a imagem do "pai" bielorrusso, gentil e atencioso.
Mais tarde, ele viria a atrair significativa atenção da mídia, já que seu pai frequentemente o levava a cerimônias oficiais e visitas de Estado, incluindo reuniões com figuras importantes como presidente o venezuelano Hugo Chávez, o presidente da China Xi Jinping, os presidentes russos Dmitry Medvedev e Vladimir Putin, o presidente dos Estados Unidos Barack Obama, os papas Bento XVI e Francisco e muitos outros políticos. Ele atraiu mais atenção da mídia em 2013, quando Aleksandr afirmou que seu filho se tornaria presidente da Bielorrússia, causando inúmeras especulações na imprensa. Em 2015, aos onze anos de idade, participou de uma sessão da Assembleia Geral das Nações Unidas.
Em junho de 2020, ele e seu pai compareceram à Parada do Dia da Vitória de Moscou na Praça Vermelha. No dia 23 de agosto de 2020, durante um protesto contra o governo em Minsk, Nikolai apareceu ao lado de seu pai saindo de um helicóptero em direção ao Palácio da Independência portando um fuzil de assalto AKS-74U e equipado com um uniforme das forças especiais, incluindo um colete à prova de balas.

## Vida pessoal
Nikolai Lukashenko fala fluentemente russo e inglês, e está aprendendo espanhol. Ele tem aulas de piano desde os nove anos.